# Once Deportivo de Ahuachapán
Maillots
Le Once Deportivo de Ahuachapán, plus couramment abrégé en Once Deportivo, est un club salvadorien de football fondé en 2019 et basé dans la ville de Ahuachapán. Il évolue depuis juillet 2019 en Primera División.

## Histoire
Depuis janvier 2018 et la disparition du Once Municipal, la ville est orpheline d'un club professionnel. Lorsque le CD Pasaquina perd sa place en Primera División en raison de nouvelles normes imposées par la fédération salvadorienne, une opportunité apparaît pour de nouveaux projets d'implantation à travers le pays.
Ainsi, le 20 juillet 2019, la ligue accorde une licence à un groupe de propriétaires voulant ramener une équipe à Ahuachapán. Pour s'accorder le droit de disposer d'un club dans l'élite nationale, les investisseurs ont effectué un dépôt de 100 000 dollars américains et décident de baptiser la nouvelle équipe Once Deportivo. Deux jours plus tard, le premier entraîneur est engagé, il s'agit de l'Uruguayen Pablo Quiñones.
Pour son tournoi inaugural, le Once Deportivo s'incline 3-0 face au CD Municipal Limeño seulement neuf jours après sa fondation. À l'issue du tournoi d'ouverture 2019, l'équipe termine au pied du classement avec une douzième place et un bilan de quatre victoires, quatre égalités et quatorze défaites. En raison de ces résultats décevants malgré une absence de pré-saison, l'entraîneur Pablo Quiñones est limogé et remplacé par l'Espagnol Juan Cortés Diéguez le 10 décembre 2019. Des joueurs d'expérience tels que l'international nicaraguayen Luis Copete, les Mexicains Marco Granados et Edgar Solis ou encore le Salvadorien Marcelo Tejeda, rejoignent l'équipe. Forte de ces renforts, la formation démarre le tournoi Clausura 2020 sur des bases solides avec six victoires, deux égalités et trois défaites.
Néanmoins, la dynamique est brisée subitement lorsque le championnat est suspendu le 13 mars 2020 en raison de la pandémie de Covid-19. Le 20 mars suivant, une décision majeure est prise avec l'arrêt définitif de la saison. Le Once Deportivo alors déclaré champion après seulement onze journées de championnat et se qualifie pour la Ligue de la CONCACAF 2020,. Première à travers le monde à mettre un arrêt définitif à sa saison, la ligue est par la suite critiquée pour cette décision jugée prématurée. Ainsi, après plusieurs semaines de discorde, le Once Deportivo se voit retirer son titre le 29 avril. En plus de la perte du titre, la qualification en Ligue de la CONCACAF est également enlevée et plutôt attribuée au CD Municipal Limeño pour son classement général au cours de l'ensemble de la saison 2019-2020,.
À la suite de cette première saison à rebondissements, le Once Deportivo obtient sa première qualification en phase finale lors du tournoi d'ouverture 2020. Mais c'est au cours du tournoi suivant que l'équipe progresse et connait les meilleures performances en terminant première du groupe occidental et du groupe A au terme de la première phase. Si elle est de nouveau éliminée dès son entrée en quarts de finale, sa deuxième place au classement général combiné des deux tournois lui permet de se qualifier pour la Ligue de la CONCACAF 2021.
Opposé au Comunicaciones FC du Guatemala pour sa première rencontre continentale, le club d'Ahuachapán accroche son adversaire dans le match aller du tour préliminaire avec un verdict nul 1-1 au Stade Doroteo Guamuch Flores de Guatemala,. Au retour, les Guatemaltèques s'imposent 3-0 dans une partie jouée au Stade Cuscatlán dans la capitale nationale San Salvador et éliminent le club.

## Stades du club
Le Once Deportivo joue ses rencontres à domicile au Stade Arturo Simeón Magaña d'Ahuachapán. Il dispose d'une capacité de 5 000 spectateurs. Néanmoins, le stade n'étant pas aux normes, l'équipe commence le tournoi Apertura 2019 au Stade Anna Mercedes Campos, situé à Sonsonate, à environ quarante kilomètres d'Ahuachapán avant de revenir à son domicile pour la fin du tournoi.

## Palmarès
| Compétitions nationales | Compétitions internationales                                           |
| - Vierge                | - Ligue de la CONCACAF - Une participation : tour préliminaire en 2021 |